# Ordem de Ushakov (Rússia)

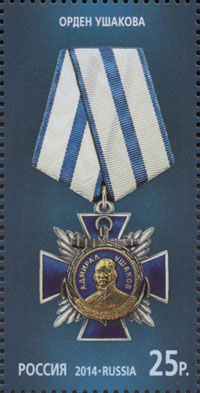
A Ordem de Ushakov em um selo postal russo de 2014 da série "Prêmios Estatais da Federação Russa"

A Ordem de Ushakov é uma condecoração estatal da Federação Russa estabelecida na URSS em 3 de março de 1944 e restabelecida em 7 de setembro de 2010. A Ordem de Ushakov é concedida a líderes militares das Forças Armadas da Federação Russa por realizações notáveis no comando e controle de tropas. Também são premiada unidades militares.

## História
A Ordem de Ushakov foi instituída na URSS em 1944. Após o colapso da União Soviética, a ordem foi mantida no sistema de condecorações estatais da Federação Russa pela Resolução do Soviete Supremo da Federação Russa de 20 de março de 1992, nº 2557-I. No entanto, como uma condecoração estatal da Federação Russa, não possuía estatuto e descrição oficial até 2010.
Pelo Decreto do Presidente da Federação Russa de 7 de setembro de 2010, nº 1099, "Sobre medidas para aprimorar o sistema de condecorações estatais da Federação Russa", foram estabelecidos o estatuto e a descrição da ordem.
Em janeiro de 2013 e abril de 2015, foram feitas alterações no estatuto da Ordem de Ushakov, permitindo sua concessão não apenas a militares, mas também a unidades, formações militares e navios das Forças Armadas da Federação Russa, bem como a outras forças e órgãos.
A primeira concessão ocorreu em 23 de fevereiro de 2018, quando o presidente da Rússia, Vladimir Putin, entregou a condecoração ao cruzador porta-aviões "Almirante da Frota da União Soviética Kuznetsov". Em 24 de dezembro de 2019, a ordem foi concedida à Frota do Norte pelos seus destacados méritos no fortalecimento da defesa do país, alto nível de preparo militar, coragem e dedicação demonstrados pelo seu pessoal no cumprimento de missões de treinamento, combate e operações especiais. Em 18 de fevereiro de 2023, a honraria foi entregue à 43.ª Divisão de Navios de Mísseis.

## Estatuto

### Motivos para a atribuição
A ordem é concedida aos oficiais da Marinha pelos seguintes motivos:
- pela organização e execução habilidosa de operações e ações de combate das forças da Marinha, tanto de forma independente quanto como parte de grupos militares, atingindo os objetivos da operação mesmo diante da superioridade numérica do inimigo;
- por uma manobra estratégica bem-sucedida das forças navais, resultando na derrota de uma força naval inimiga numericamente superior;
- pela iniciativa e determinação na escolha do local e momento do ataque principal, permitindo a destruição do inimigo e a preservação da capacidade de combate das próprias forças;
- pelos êxitos alcançados na destruição das forças navais e das instalações costeiras inimigas;
- pela organização e execução eficiente de um ataque súbito e decisivo contra as forças e tropas inimigas, em coordenação com outras unidades das Forças Armadas da Federação Russa;
- pela organização e defesa eficaz contra ataques inimigos vindos do mar, garantindo a preservação da capacidade de combate das forças, a proteção de infraestruturas no território nacional e a segurança das bases navais;
- pelo sucesso na realização de uma operação anfíbia (aéreo-naval), atingindo plenamente seus objetivos.

A ordem pode ser concedida, em casos excepcionais, a unidades, formações militares e navios das Forças Armadas da Federação Russa, bem como de outras forças e órgãos, por feitos heroicos na defesa da Pátria, participação em operações de manutenção ou restauração da paz, e em missões antiterroristas, além do apoio ao sucesso de operações navais.
A condecoração também pode ser concedida a cidadãos estrangeiros – militares das forças aliadas de alta patente que tenham participado, em igualdade de condições com as forças russas, na organização e realização de operações conjuntas bem-sucedidas de coalizões militares.
A concessão da ordem pode ocorrer postumamente.

### Procedimento de uso
A insígnia da Ordem de Ushakov é usada no lado esquerdo do peito e, na presença de outras ordens da Federação Russa, é posicionada após a insígnia da Ordem de Suvorov.
Para ocasiões especiais e uso diário com trajes civis, prevê-se o uso de uma versão miniatura da insígnia, que deve ser posicionada após a miniatura da Ordem de Suvorov.
Ao ser usada na farda militar, a fita da Ordem de Ushakov na barra de condecorações é posicionada após a fita da Ordem de Suvorov.
Com trajes civis, a fita da Ordem de Ushakov é usada na forma de uma roseta, fixada no lado esquerdo do peito.
Quando concedida a unidades militares, a insígnia e a fita da ordem são fixadas na parte frontal do Estandarte de Combate da unidade.

## Descrição da ordem

### Insígnia da Ordem
A insígnia da Ordem de Ushakov é um cruz reta de quatro pontas em prata, com extremidades alargadas e revestida de esmalte azul. As bordas da cruz possuem um fino contorno em relevo.
Entre as pontas da cruz, há feixes de raios prateados.
Sobre a cruz, está sobreposto um âncora de prata com um medalhão central, cercado por uma corrente de âncora. O medalhão, esmaltado em azul, possui um contorno em relevo trançado. No centro do medalhão, há um retrato dourado de meio busto do almirante Fyodor Ushakov, ligeiramente virado para a esquerda. Sob o medalhão, nos braços da âncora, há ramos dourados de louro e carvalho cruzados, entrelaçados por uma fita.
Na parte superior do medalhão, ao longo de sua borda, há uma inscrição em relevo com letras douradas: "ALMIRANTE USHAKOV" (em russo: «АДМИРАЛ УШАКОВ», "ADMIRAL USHAKOV").
A distância entre as extremidades opostas da cruz é de 40 mm, e entre os feixes de raios opostos é de 45 mm. No verso da insígnia, encontra-se o número de série da ordem.
A insígnia está conectada por uma argola e um elo a uma base pentagonal revestida por uma fita de seda moiré.
A fita é branca, com 24 mm de largura. Possui bordas azuis e uma faixa azul central. A largura das bordas é de 2 mm, enquanto a faixa central tem 4 mm.
A fita fixada ao Estandarte de Combate de uma unidade militar tem 100 mm de largura.

### Cópia em miniatura
A cópia em miniatura da insígnia da Ordem de Ushakov é usada em uma base. A distância entre as extremidades da cruz é de 15,4 mm. A altura da base, da ponta do ângulo inferior até o centro do lado superior, é de 19,2 mm. O comprimento do lado superior é de 10 mm, enquanto cada um dos lados laterais mede 16 mm. Os lados que formam o ângulo inferior têm 10 mm de comprimento cada.

### Barreta e roseta
Quando usada no uniforme, a fita da Ordem de Ushakov é fixada em uma barra com 8 mm de altura, e a largura da fita é de 24 mm.
Na fita da Ordem de Ushakov em formato de roseta, é presa uma imagem em miniatura da insígnia da ordem, feita de metal esmaltado. A distância entre as extremidades da cruz na miniatura é de 13 mm. O diâmetro da roseta é de 15 mm.

## Ligações
- Decreto do Presidente da Federação Russa de 7 de setembro de 2010 nº 1099 "Sobre medidas para melhorar o sistema de prêmios estaduais da Federação Russa"